# Rhinolophus rufus
Rhinolophus rufus is een vleermuis uit het geslacht Rhinolophus die voorkomt in de Filipijnen. Daar is hij gevangen op de eilanden Bohol, Catanduanes, Leyte, Luzon, Marinduque, Mindanao, Mindoro en Polillo. Deze soort is alleen gevangen in regenwoud, in of bij grotten. De soort komt weinig algemeen voor en is mogelijk bedreigd. Het karyotype bedraagt 2n=40, FN=60.